# Мария Гедвига Гессен-Дармштадтская
Мария Гедвига Гессен-Дармштадтская (нем. Marie Hedwig von Hessen-Darmstadt; 26 ноября 1647, Гисен — 19 апреля 1680, Ихтерсхаузен) — принцесса Гессен-Дармштадтская, в замужестве герцогиня Саксен-Мейнингенская.

## Биография
Мария Гедвига — младшая дочь ландграфа Гессен-Дармштадта Георга II и его супруги Софии Элеоноры Саксонской, дочери курфюрста Саксонии Иоганна Георга I.
20 ноября 1671 года в Готе принцесса Мария Гедвига вышла замуж за Бернгарда, будущего герцога Саксен-Мейнингена, правившего в это время совместно со своими братьями в Саксен-Готе. В своей резиденции в Ихтерсхаузене, где Бернхард проживал с 1676 года, он возвёл замок, получивший в честь супруги название Мариенбург.
Мария Гедвига умерла в 32 года, вскоре после рождения своего последнего ребёнка, за девять недель до переезда двора в Мейнинген. Тело Марии Гедвиги было перевезено в Мейнинген и похоронено в крипте местной городской церкви.

## Потомки
- Эрнст Людвиг I (1672—1724), герцог Саксен-Мейнингена, женат на принцессе Доротее Марии Саксен-Гота-Альтенбургской (1674—1713), затем на принцессе Елизавете Софии Бранденбургской (1674—1748)
- Бернхард (1673—1694)
- Иоганн Эрнст (1674—1675)
- Мария Елизавета (1676)
- Иоганн Георг (1677—1678)
- Фридрих Вильгельм (1679—1746), герцог Саксен-Мейнингена
- Георг Эрнст (1680—1699)